# اتحاد الجمهوريات العربية (اقتراح العراق)

اتفق العراق ومصر وسوريا بالفعل على العلم المشترك في العام 1963. لقد ألغت سوريا هذا العلم في العام 1972 فيما لم تعتمده مصر أبدًا

في مارس 1972، اقترح العراق على مصر وسوريا إعادة تأسيس الجمهورية العربية المتحدة التي سقطت في العام 1961. كان الاقتراح العراقي بمثابة رد فعل فوري على اقتراح الأردن تأسيس المملكة العربية المتحدة لكنه اصطدم بتأسيس اتحاد الجمهوريات العربية بين سوريا ومصر وليبيا والاختلافات العراقية السورية.

## المقترح

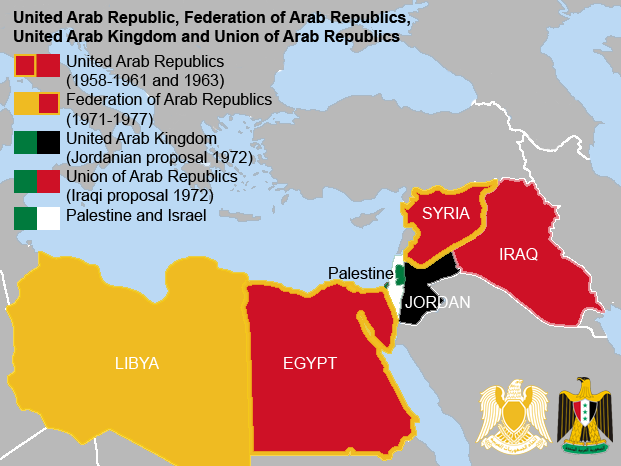
كان اقتراح اتحاد الجمهوريات العربية لعام 1972 (أحمر) نسخة جديدة من الجمهورية العربية المتحدة الفاشلة لعام 1963.

رُفضت خطة المملكة العربية المتحدة بغضب من قبل الفلسطينيين، والعرب، والدول الإسلامية وكذلك إسرائيل. حث الاقتراح العراقي المضاد للخطة على ضم منظمة التحرير الفلسطينية (من أجل تحرير فلسطين) في اتحاد الجمهوريات العربية وقد دعى جميع الدول العربية «التقدمية» الأخرى للانضمام أيضًا.
ومع ذلك، ينبغي استبعاد ليبيا - على الأقل في البداية. لقد لام النظام العراقي الزعيم الليبي معمر القذافي على رعاية الصراع العراقي السوري في حين أدان القذافي النظام العراقي لمقاربته تجاه الاتحاد السوفييتي والشيوعيين العراقيين.
في نهاية مارس 1972، قاد نائب الرئيس العراقي صدام حسين وفدًا رفيع المستوى إلى دمشق والقاهرة من أجل الترويج للاقتراح. وفي سوريا التقى صدام بالرئيس حافظ الأسد ووزير الخارجية عبد الحليم خدام لكن الرئيس المصري أنور السادات استشار القذافي بالفعل في ليبيا. وفي 26 مارس التقى صدام بنائب رئيس الجمهورية محمود فوزي في القاهرة، وفي 28 مارس التقى أخيرًا بالسادات في الإسكندرية. وفي إشارةٍ إلى اتحاد الجمهوريات العربية المصري الليبي السوري فقد رُفض الاقتراح.
ومع ذلك، دعت سوريا ومصر العراق للانضمام إلى هذا الاتحاد بدلًا من ذلك. وفقًا لخدام، فقد كان عقد قمة عراقية سورية هو خطوة أولى للتوحد وحل الخلافات بين حزب البعث السوري وحزب البعث العراقي. وفي أكتوبر 1972، وافق الرئيس العراقي أحمد حسن البكر على الشروط السورية واقترح إنشاء اتحاد عراقي سوري داخل الاتحاد، - كما أعلنت مصر وليبيا بالفعل الاندماج الثنائي في اتحاد أوثق (يدعى أيضًا الجمهورية العربية المتحدة) داخل الاتحاد. ومع عدم إجراء مزيد من المناقشات، وفي يناير 1973، أكد النظام العراقي لمصر وسوريا أنه سيقدم الدعم العسكري والاقتصادي الكامل في حالة نشوب حرب جديدة ضد إسرائيل، لكن عرضه لإنشاء قيادة عسكرية مشتركة رُفض.